# Tina Trstenjak
Tina Trstenjak, född 24 augusti 1990 i Celje, är en slovensk judoutövare. Hon vann en guldmedalj i halv mellanvikt vid de olympiska judotävlingarna 2016 i Rio de Janeiro. Vid olympiska sommarspelen 2020 i Tokyo tog Trstenjak silver i samma gren.
Tina Trstenjak föddes och växte upp i Celje i östra Slovenien. Hon började med judo 1998 i klubben Z’Dezele Sankaku Celje. Utöver judon ägnade hon sig även åt friidrott, simning, klättring, bordtennis och dans. När hon var 13 bestämde hon sig för att satsa enbart på judo. Trstenjak vann bronsmedaljer vid juniorvärldsmästerskapen 2008 och 2009.
Trstenjak har även tagit en guldmedalj vid världsmästerskapen 2015, en silvermedalj 2017 samt två bronsmedaljer 2014 och 2018. Hon har även tagit tre EM-guld (2016, 2017 och 2021).